# گریگوری اشپیگل
گریگوری آیزروویچ اشپیگل (روسی: Шпигель, Григорий Ойзерович؛ ۲۴ ژوئیه ۱۹۱۴ – ۲۸ آوریل ۱۹۸۱) یک صداپیشه و بازیگر تئاتر، سینما و تلویزیون اهل اتحاد جماهیر شوروی بود که در سال ۱۹۷۴ برندهٔ «جایزهٔ شایسته فدراسیون روسیه» شد.
از فیلم‌ها یا مجموعه‌های تلویزیونی که وی در آن‌ها نقش داشته است می‌توان به ابله و ژوکوفسکی اشاره نمود.